# Je suis né un jour bleu
Je suis né un jour bleu (sous-titre : À l'intérieur du cerveau extraordinaire d'un savant autiste) est un livre écrit par Daniel Tammet, originellement paru en anglais sous le titre Born on a Blue Day: Inside the Extraordinary Mind of an Autistic Savant, a Memoir, en 2006. Il est traduit dans 19 langues, dont le français (par Nils-C Ahl) en 2007, chez les Arènes. 

## Résumé
Il constitue le témoignage d'une personne autiste Asperger avec une synesthésie. Daniel Tammet insiste sur son humanité et sa sensibilité, plus que sur sa mémoire hors du commun. Il raconte des souvenirs d'enfance, des épisodes d'agoraphobie, ainsi que des tests auxquels il s'est soumis pour des chercheurs en neurosciences du monde entier. L'auteur dit ne pas effectuer mentalement les calculs, mais voir les solutions lui apparaître sous forme de paysages, et associer les chiffres à des couleurs. Il résume ainsi sa philosophie : « L'important n'est pas de vivre comme les autres, mais parmi les autres ».

## Réception critique
D'après Télé Z, « l'aventure est insolite, parfois déroutante et souvent captivante ». Ce premier livre est un succès international. Daniel Tammet a voyagé dans toute l'Europe et les États-Unis pour la promotion de son livre, et pour donner des conférences dans des universités.

## Hommage
L'ouvrage collectif Je cuisine un jour bleu a reçu son titre en hommage à Je suis né un jour bleu.